# Womanifesto
Womanifesto war eine alle zwei Jahre von Künstlerinnen in Thailand initiierte Veranstaltung, die sich auf die Arbeit von Künstlerinnen aus der ganzen Welt konzentrierte. Seit der ersten Veranstaltung im Jahr 1995 hatte sie sich zu einem Festival mit internationaler Anerkennung weiterentwickelt. Durch verschiedene Aktivitäten, wie Kunstausstellungen, Workshops und Seminare, entwickelte Womanifesto Netzwerke zwischen den teilnehmenden Künstlerinnen und förderte die Beziehungen städtischer und ländlicher Gemeinschaften. Es setzte sich dabei in Widerspruch zur sonstigen Kunstszene in Thailand, die überwiegend männlich und auf individuelle Leistungen und Geniekult orientiert ist. Bereits 1999 umfasste Womanifesto eine größere Anzahl thailändischer und internationaler Künstlerinnen, was die Grundlage des Festivals festigte.

## Chronologie
- 1995: Tradisexsion im Concrete House, Bangkok. Organisiert von den teilnehmenden Künstlern und Chumpon Apisuk (Concrete House).
- 1997: Womanifesto I im Concrete House und Baan Chao Phraya (Chaiyong Limtongkul Foundation). Organisiert von Nitaya Ueareeworakul, Acharn Somporn Rodboon, Varsha Nair und Ark Fongsamut.
- 1999: Womanifesto II im Saranrom Park, Bangkok. Organisiert von Nitaya Ueareeworakul, Pantini Chamnianwai und Studio Xang.
- 2001: Womanifesto Workshop 2001 auf der Boon Bandarn Farm, Si Sa Ket, Thailand. Organisiert von Preenun Nana, Varsha Nair, Naomi Urabe und Nitaya Ueareeworakul.
- 2003: Fortpflanzung/Postproduktion[4] – Eine Veröffentlichung. Organisiert von: Preenun Nana und Varsha Nair.
- 2005/2006: No Man's Land[5][6] Webprojekt. Organisiert von Varsha Nair und Katherine Olston, Beratung von Keiko Sei.
- 2008/2009: Artist in Residence Programm auf der Boon Bandan Farm, N E Thailand. Organisiert von Varsha Nair, Nitaya Ueareeworakul, Phaptawan Suwannakudt

## Nachwirken
2019 veranstaltete The Cross Art Projects, Sydney, das Symposium Archiving Womanifesto: An International Art Exchange, 1990s – Present. Das Asia Art Archive in Hongkong veranstaltete 2020 eine Retrospektive im Rahmen der Ausstellung Crafting Communities.